# Dva Herkulové
Dva Herkulové z roku 1682 jsou sochy po stranách hlavního vchodu zámku Fryštát v Karviné. Sochy jsou kulturní památkou České republiky.

## Historie
Dvě raně barokní pískovcové sochy původně stály u portálu zámku v Ráji a později u brány do zámeckého parku. Zámek postupně chátral, v roce 1980 vyhořel a poté byl stržen. Sochy z parku byly v roce 1971 restaurovány a přestěhovány do zámku Fryštát. Obě postavy jsou opředeny spoustou lidových pověstí, které souvisí se zbojníky Jurášem a Ondrášem – zbojníky na Těšínském vévodství.

## Popis
Na dvou pískovcových čtyřbokých soklech stojí v kontrapostu nahé mužské postavy se lví kožešinou na hlavě a na ramenou. Jednou rukou se opírají o sukovitou hůl a druhou o bok. Za nimi ze soklu vyrůstá skalisko. Na jednom soklu je vytesán nápis: „Juráš 1682“